# Черната книга на капитализма
„Черната книга на капитализма“ (на френски: Le Livre Noir du Capitalisme) е публикувана през 1998 от издателство „Le Temps des Cerises“. Представлява отговор на „Черната книга на комунизма“, публикувана през 1997. Не се опитва да даде обхватно изброяване на жертвите на капитализма, а по-скоро е съставена от серии на независими есета, написани от различни автори (историци, социолози, икономисти, синдикалисти и др.), на които е дадена възможността да пишат за който и да е аспект на капитализма, които те сами изберат.

## Автори
Съавтори на книгата са: Жил Перо, Каролин Андреани, Франсис Арзалие, Роже Бордие, Морис Бютен, Канал, Франсоа Шене, Морис Кюри, Франсоа Делпла, Франсоа Дьоривери, Андре Дьовриан, Пиер Дюран, Жан-Пиер Флешар, Ив Фремион, Ив Грьоне, Жак Журке, Жан Лаил, Морис Моасоние, Робер Пак, Филип Парер, Пако Пена, Андре Прьонон, Морис Райфюс, Жан Сюре, Суби Тома, Моник Вейл, Ролан Вейл, Клод Уилар, Жан Зиглер.